# Маухуб, Эль-Мехди
Эль-Мехди Маухуб (المهدي موخب; род. 5 июня 2003, Касабланка) — марокканский футболист, нападающий российского клуба «Динамо» Москва. Участник Олимпийских игр 2024 в Париже.

## Клубная карьера
Маухуб — воспитанник клуба ФЮС. 4 апреля 2021 года в матче против МАСа он дебютировал в Ботола лиге. 20 мая в поединке против «Иттихад Танжер» Эль-Мехди забил первый гол за ФЮС. В начале 2023 года Маухуб на правах аренды перешёл в «Жюнесс Спортив де Суалем». 28 января в матче против «Иттихад Танжер» он дебютировал за новую команду. В этом же поединке Эль-Мехди забил первый гол за «Жюнесс Спортив де Суалем».
Летом 2023 года Маухуб перешёл в клуб «Раджа». 17 сентября в матче против МАС он дебютировал за новую команду. 6 января 2024 года в поединке против «Мулудия Уджда» Эль-Мехди забил свой первый гол за «Раджу». По итогам сезона помог клубу выиграть чемпионат и Кубок Марокко.
Летом 2024 года Маухуб перешёл в московское «Динамо». Сумма трансфера составила 1,7 млн евро. 1 сентября в матче против «Оренбурга» он дебютировал в РПЛ. В этом же поединке забил свой первый гол за «Динамо».

## Международная карьера
В 2021 году в составе молодёжной сборной Марокко принял участие в молодёжном Кубке Африки в Мавритании. На турнире сыграл в матчах против команд Гамбии, Ганы и Туниса.
В 2024 году Маухуб был включён в заявку олимпийской сборной Марокко на участие в Олимпийских играх в Париже. На турнире он сыграл в матчах против команд Аргентины, Украины, Ирака, США, Испании и Египта. В поединке против американцев Эль-Мехди забил гол.

## Достижения
«Раджа»
- Победитель чемпионата Марокко: 2023/24
- Обладатель Кубка Марокко: 2023/24